# 테스트 패턴

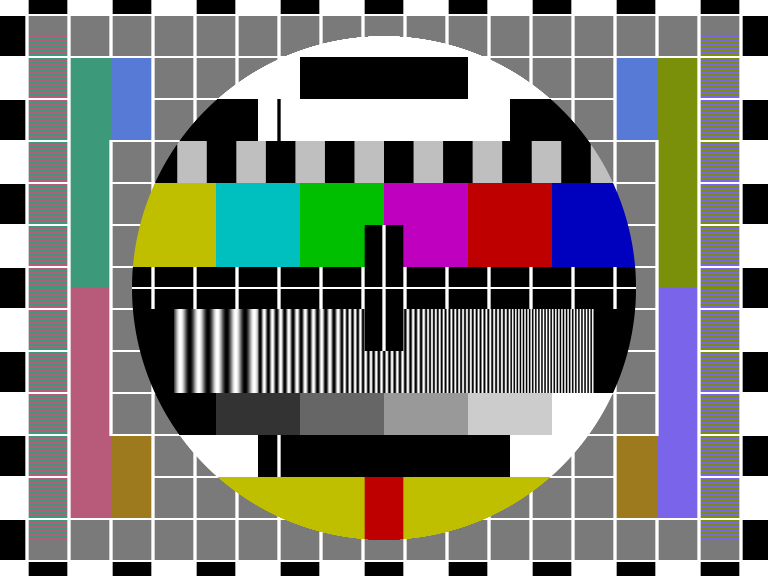
필립스 PM5544 테스트 패턴

테스트 패턴(test pattern)은 텔레비전 방송국이 매일 프로그램 방송 개시에 앞서서 수상기 조정용으로 방송하는 특정한 고정적인 화면으로, 영어권에서는 테스트 카드(test card)로 불린다. 또한 정파 시간대에도 이 화면을 내보낸다. 시험용의 패턴 신호로서는 SMPTE 컬러바 및 모노스코가 사용되는 경우가 많다.
TV방송에서는 심야부터 새벽에 걸쳐 정파시간에 컬러바 영상, 모노스코프(monoscope)로 알려져 있는 카메라 조정이나 TV의 화질 조정용 테스트패턴을 방영하여, 그것에 맞춘 모양으로 신호음(1kHz의 테스트 톤)이나 음악을 방송한다.

## 역사

최초의 테스트 패턴, 가운데에 동그라미와 밑에 줄이 있다.

초창기의 테스트 패턴은 1934년 BBC TV가 시험방송용으로 제작한 모던 아트풍의 세로로 긴 형태(당시 《이코노비전》이라는 세로로 긴 방송형식도 시험했다)나, 단순한 원형 밑에 줄을 하나 첨가한 것이 있었다. 또한, 기계식 TV이 쓰이던 시절에 녹화영상을 보면 방송중에 몇 번씩 장면이 바뀌는 순간을 이용해서 조정용 패턴(십자 모양의 카드)을 삽입했으며, 방송 중에도 자잘하게 기기 조정을 할 필요가 있을 정도로 불안정한 성능의 기재를 사용했다는 것을 알 수 있다.

## 사용 예

### 대한민국
2000년대까지 방송시작 15~20분 전부터 화면조정시간이라는 이름으로 약 5~15분씩 송출되었으며, 이후 애국가와 방송개시영상을 거쳐 본방송을 시작하였다. 2000년대 이후부터는 필러를 사용하면서 화면조정시간에 더 이상 테스트 패턴을 사용하지 않는다. 하지만 몇몇 방송국에서는 방송종료후 다음 방송시작시까지 정파하는 대신 시험방송을 목적으로 테스트 패턴을 송출하는 경우도 물론 있다.

### 조선민주주의인민공화국
1980년대부터 2017년 12월 3일까지 조선중앙텔레비죤은 수정된 필립스 PM5544 테스트카드를 사용하였다. 화면에는 시간과 "평양"이라는 글자를 내보냈다. 또한 2017년 12월 4일부터 HD방송을 시작한 이후 수정된 필립스 PM5644 테스트카드를 사용하고 있다. 화면에는 시간과 "조선중앙텔레비죤"이라는 글자를 내보내고 있다. 조선민주주의인민공화국에서 제작된 군가나 노래가 배경음악으로 쓰이며 본방송이 시작하기 30분부터 송신된다.

### 일본
2005년 이전까지의 대한민국과 마찬가지로 TV방송 초창기부터 종일방송이 실시되기 전까지는 아침방송 시작 30분 전과 아침방송 종료후 저녁방송 시작 전까지의 주간 정파시간에 테스트 패턴을 송출하였으나, 1990년대 이후부터는 일기예보 영상이나 필러 영상을 테스트 패턴 대신 송출하는 경우가 많아졌다. 저녁방송이 종료되고 나서는 기기점검을 이유로 방송중지하는 경우를 제외하고는 테스트 패턴을 송출하는 경우는 없다.
1970년대 말까지는 신문의 TV 편성표에 '테스트 패턴'이라고 표기하는 경우가 많았지만, 이것은 가정에서 수상기의 조정에 필요하기 때문으로, 수신자 지향 서비스의 일환이기도 했다.
방송 시작시에는 테스트 패턴~방송개시영상(각국 특유의 테마곡을 넣는 경우가 많다) 및 호출부호, 채널, 출력, 중계소 등의 안내 순으로 방송되는 형태가 많았으나 예외도 적지 않았다. 예를 들어, '테스트 패턴 콘서트'라는 타이틀로 음성이나 곡명 안내를 송출하는 방송국도 존재했다. 또한 TBS나 MBS는 '어린이 음악 콩쿠르'의 대표 학교의 연주를 소개와 같이 송출했다. 니혼 TV에서는 개국 당시부터 80년대까지는 반드시 재즈를 송출했으며 그것을 에어체크(aircheck)한 사람도 있었다. 아사히 TV나 마이니치 방송에서는 90년대 초부터 컬러바에 시계가 삽입된 영상을 송출했으며, 특히 마이니치 방송의 경우에는 오리지널 곡을 이용해 시보를 방송했다.
또한, NET(현 TV 아사히)는 1970년대까지 방송시작 5분전까지 흰색 화면을 5분간 짧은 오르골 시그널과 '지금부터 수상기 조정을 위한 테스트 패턴을 방송합니다'라는 안내와 같이 1kHz의 신호가 방송시작고지가 나올 때까지 송출하였다. TV 가나가와는 1980년대까지 흰색 화면, 테스트 패턴(무음), 방송시작고지(1분간), 테스트 패턴(30분간) 등을 순차적으로 송출한 후 바로 본방송을 진행하는 독특한 포맷을 취했다.
21세기 들어서(NHK교육 등 일부 지역국은 예외) 종일방송이 보편화되면서 테스트 패턴을 볼 기회는 줄었지만, 어느 방송국이든지 기기점검을 위해 심야 혹은 새벽에 1~2시간씩 방송을 중지하고 테스트 패턴을 송출하는 경우가 있다. 정기적으로 점검하는 경우는 정해진 요일에 테스트패턴을 볼 수 있다(TBS나 TV 아사히 등). 방송대학에서는 매일 아침 방송 시작 전에 볼 수 있다.

### 기타 국가
- 미국의 경우 법률에 따라 모든 테스트 패턴에는 무음이나 배경 음악 대신에 테스트 톤을 사용하여야 한다. 테스트 톤은 400~1,100hz의 순음으로 방송사 자율에 맡겨야 하는 등, 한국에서 과거에 쓰였던 400hz 이외의 다른 저주파음 대역을 혼용하는 경우도 있다. (예: 440~450hz, 432hz 등)
- 중화인민공화국의 테스트 패턴은 한국, 일본과 동일한 조건이 적용되지만, 타이완의 경우, 1KHz 짜리 '삐~' 소리가 나는 톤음을 기본 톤으로 쓰인다.
- 영국은 BBC를 기준으로 440Hz짜리 톤음을 기본으로 쓰며, 화면은 필립스 PM계열 화면을 주로 쓰인다.

## 갤러리

인디언 헤드 테스트 패턴
SMPTE 컬러바
필립스 PM5544
EBU 컬러바
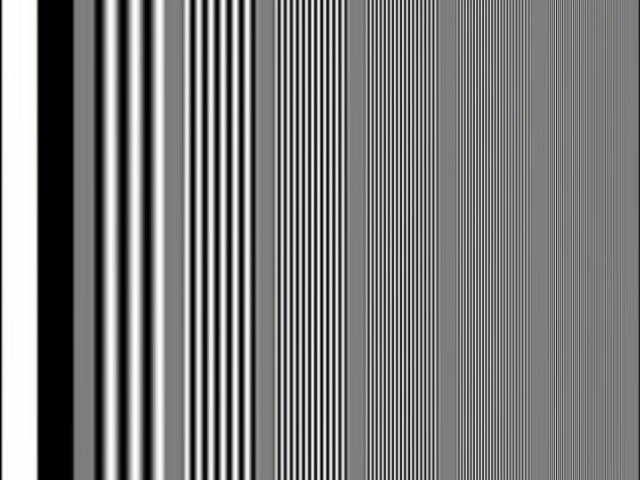
멀티버스트 테스트 패턴
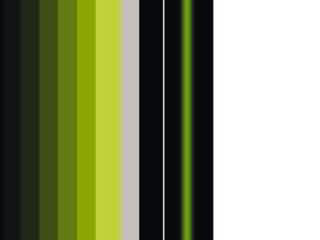
FCC 컴포지트 테스트 패턴
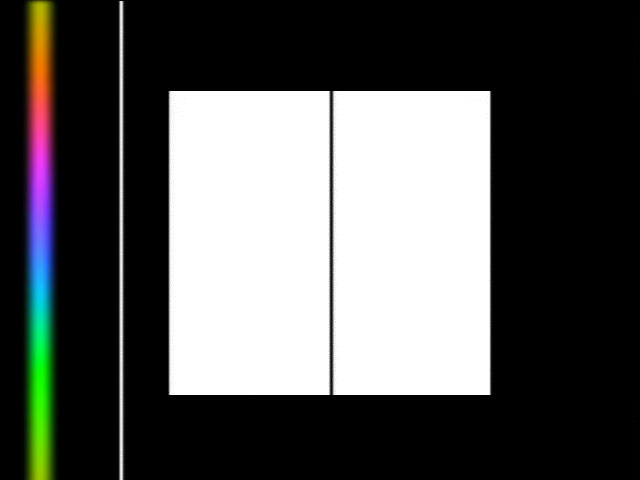
T-Pulse 테스트 패턴
텔레풍켄 FuBK 테스트 패턴
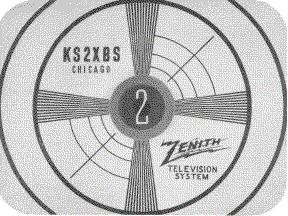
KS2XBS "폰비전" 테스트 패턴
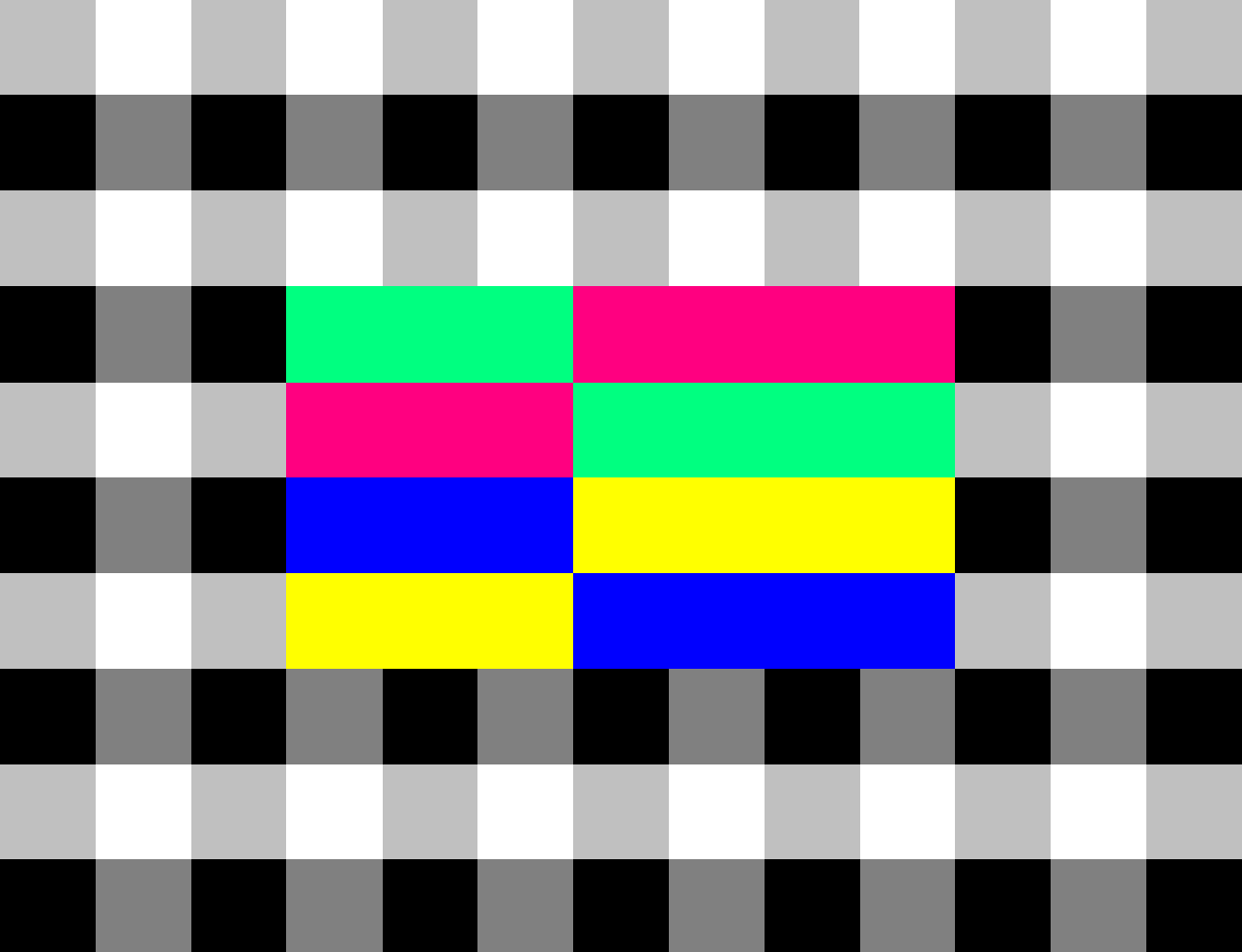
네덜란드 공영 방송의 테스트 패턴, 1978년부터 1988년까지 사용되었다.
구 소련 중앙 텔레비전 테스트 패턴 (Ueit, УЭИТ).
소련 초기의 테스트 패턴 (TIT-0249BIS, ТИТ-0249бис).
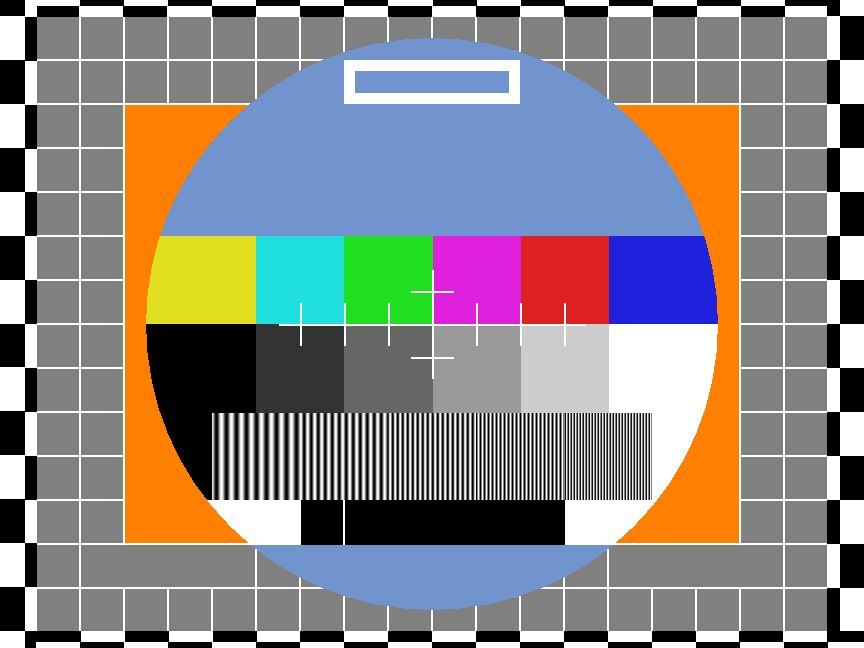
Radiotelevisión Española에서 사용되는 테스트 패턴, 1980년대부터 1996년까지 TVE1에 사용되었고 2000년 신정에 TVE2에 사용되었으며 아직도 Teledeporte에서 사용되고 있다.
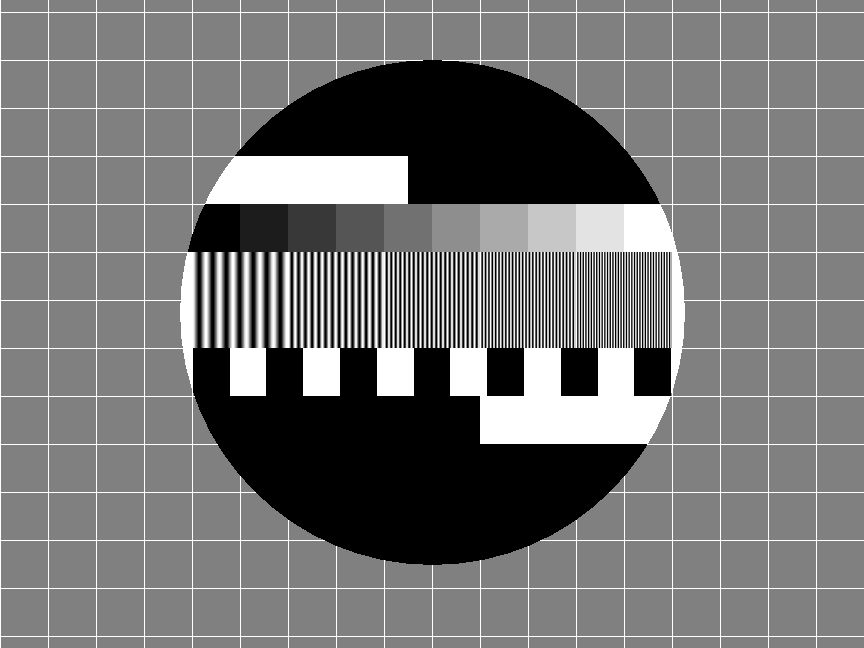
Sjónvarpið의 테스트 패턴, 1966년부터 1982년까지 사용되었다.
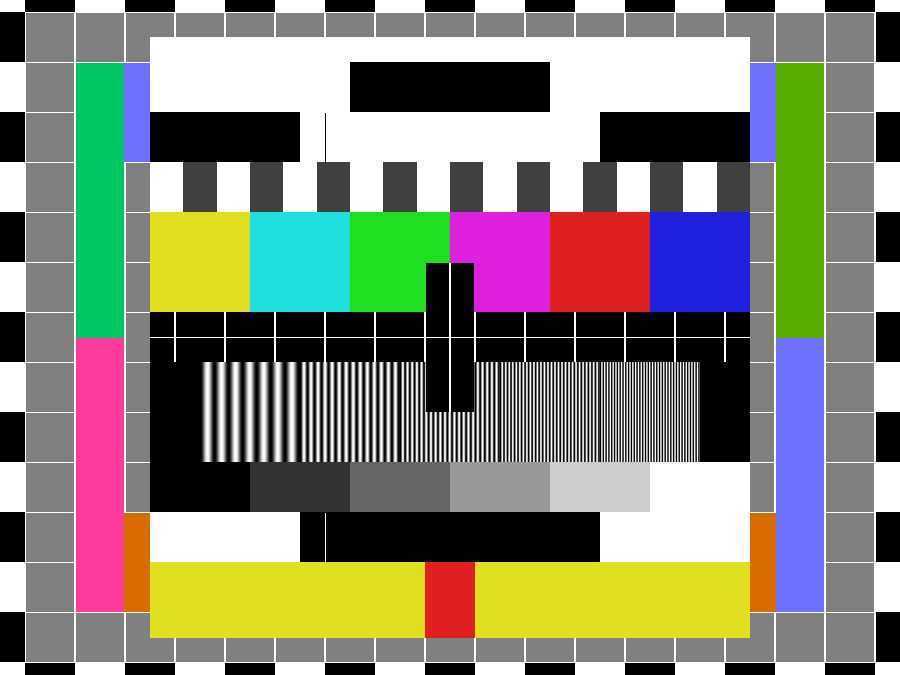
네모 모양으로 가운데에 있는 필립스 PM5544, PM5538를 만드는 기반이 되었다. 중동의 일부 지역에서 사용된다.
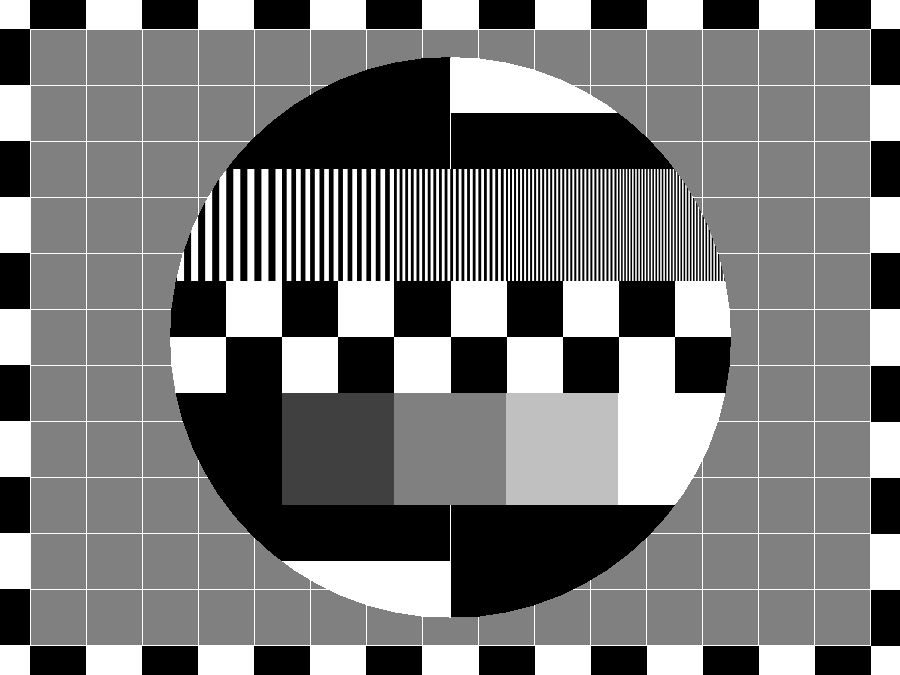
모노크롬 테스트 패턴 중 하나인 필립스 PM5540. 이스라엘과 네덜란드에서 사용된다.
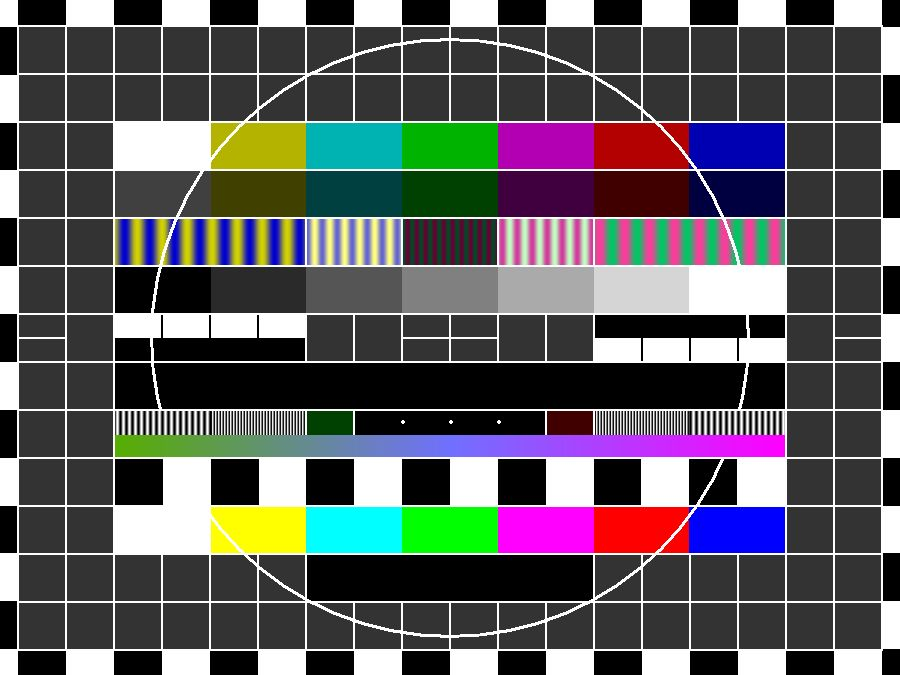
Deutscher Fernsehfunk에서 사용되는 테스트 패턴, 동구권에서도 사용된다.
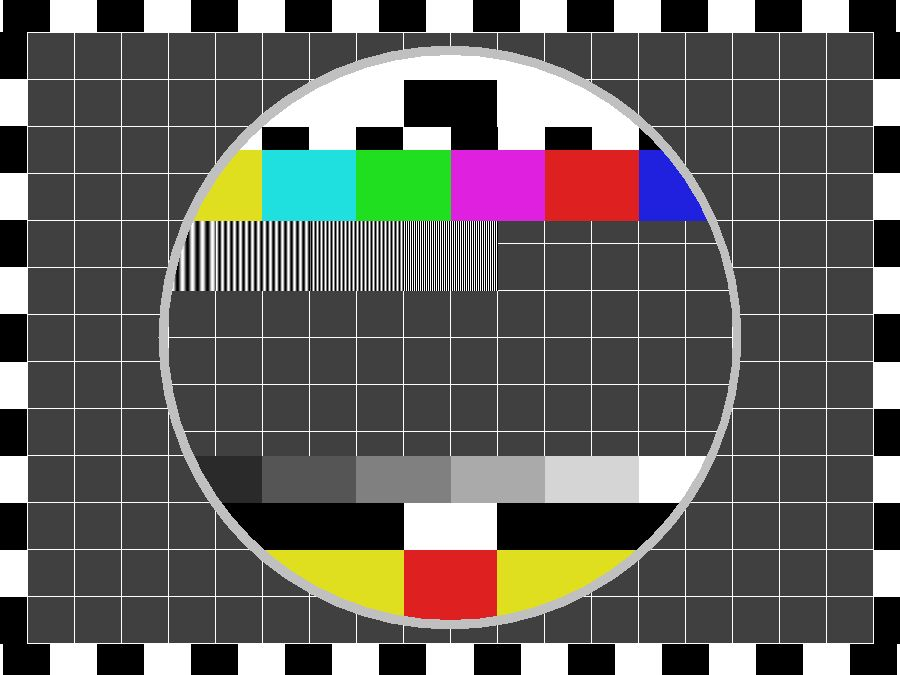
여러 오스트레일리아의 TV 스테이션에 사용되는 테스트 패턴.
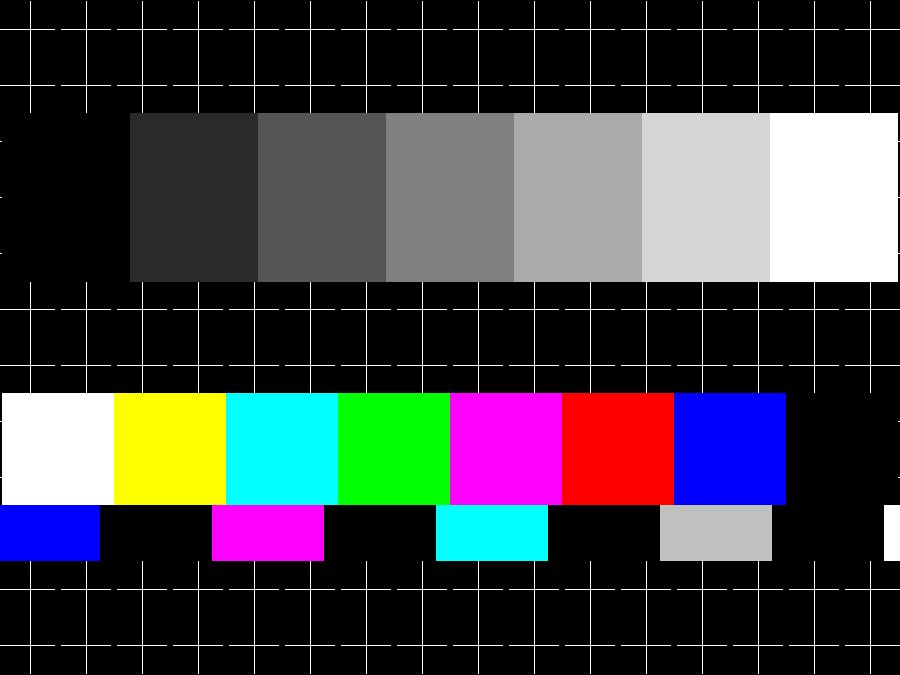
BBC에서 1997년에 간단히 사용된 테스트 패턴.

## 같이 보기
- 필러